# ديريك بريان
ديريك بريان (بالإنجليزية: Derek Bryan)‏ (11 نوفمبر 1974 بهامرسميث في المملكة المتحدة - ) هو لاعب كرة قدم بريطاني في مركز الهجوم. لعب مع إبسفليت يونايتد ونادي برينتفورد وهامبتون أند ريتشموند بورو وBedfont Town F.C. ‏ ووالتون وهرشام ‏ وويلينج يونايتد.

## وصلات خارجية
- ديريك بريان على موقع قاعدة بيانات كرة القدم.إي يو (الإنجليزية)
- ديريك بريان على موقع Soccerbase.com (لاعب) (الإنجليزية)